# Малий Карабашок
Малий Караба́шок (рос. Малый Карабашок) — присілок у складі Ялуторовського району Тюменської області, Росія.
Стара назва — Малий Карабаш.
Населення — 72 особи (2010, 115 у 2002).
Національний склад станом на 2002 рік:
- росіяни — 82 %